# Lemeztükrözés

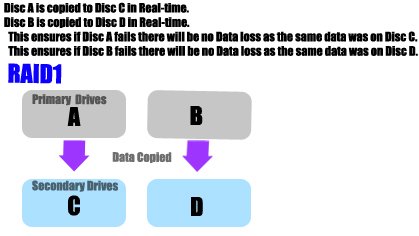
RAID 1 layout

Az adattárolásban a lemeztükrözés a logikai lemezkötegek külön fizikai merevlemezekre való valós idejű replikálása a folyamatos rendelkezésre állás biztosítása érdekében. Ezt leggyakrabban a RAID 1-ben használják. A tükrözött kötet a különálló kötetmásolatok teljes logikai megjelenítése.
A katasztrófa utáni helyreállításban az adatok nagy távolságon keresztüli tükrözését tárolási replikációnak nevezik. Az alkalmazott technológiáktól függően a replikáció történhet szinkron, aszinkron, félszinkron vagy point-in-time. A replikáció a lemeztömb-vezérlő mikrokódján vagy a kiszolgálószoftveren keresztül engedélyezhető. Ez jellemzően szabadalmaztatott megoldás, amely nem kompatibilis a különböző adattároló eszközgyártók között.
A tükrözés jellemzően csak szinkron. A szinkron írással jellemzően nulla adatvesztéses helyreállítási célt (RPO) érünk el. Az aszinkron replikáció mindössze néhány másodperces RPO-t érhet el, míg a többi módszer néhány perctől esetleg több óráig terjedő RPO-t biztosít.
A lemeztükrözés különbözik a fájlárnyékolástól, amely fájlszinten működik, és a lemezpillanatképektől, ahol az adatképek soha nem szinkronizálódnak újra az eredetükkel.

## Áttekintés
Elismert tény, hogy a lemezek a számítógépes rendszerek eleve megbízhatatlan elemei. A tükrözés egy olyan technika, amely lehetővé teszi, hogy a rendszer automatikusan többszörös másolatot vagy kettős biztonsági másolatot (azaz a tükrözésben lévő összes merevlemezen redundáns adatokat tároljon) tartson fenn az adatokról, hogy a lemez hardverhibája esetén a rendszer folytatni tudja az adatok feldolgozását vagy gyors helyreállítását. A tükrözés történhet helyben, amikor kifejezetten a lemez megbízhatatlanságának kezelésére szolgál, vagy távolról, amikor egy kifinomultabb katasztrófa-helyreállítási rendszer részét képezi, vagy helyben és távolról is, különösen a nagy rendelkezésre állású rendszerek esetében. Az adatokat általában fizikailag azonos meghajtókra tükrözik, bár a folyamat alkalmazható logikai meghajtókra is, ahol a mögöttes fizikai formátum rejtve marad a tükrözési folyamat elől.
A tükrözést általában hardveres megoldások, például lemeztömbök, vagy az operációs rendszerben található szoftverek (például a Linux mdadm és a device mapper) biztosítják. Emellett az olyan fájlrendszerek, mint a Btrfs vagy a ZFS integrált adattükrözést biztosítanak. A Btrfs és a ZFS további előnyökkel jár, mivel mind az adatok, mind a metaadatok integritásának ellenőrző összegeit fenntartják, így képesek a blokkok rossz másolatainak felismerésére, és a tükrözött adatok felhasználásával a helyes blokkok adatainak előhívására.
Számos forgatókönyv létezik arra, hogy mi történik, ha egy lemez meghibásodik. Egy hot swap rendszerben lemezhiba esetén a rendszer általában maga diagnosztizálja a lemez meghibásodását, és jelzi a hibát. A kifinomult rendszerek automatikusan aktiválhatnak egy hot standby lemezt, és a megmaradt aktív lemezt használhatják az élő adatoknak erre a lemezre történő másolására. Alternatív megoldásként új lemezt telepítenek, és az adatokat erre másolják. Kevésbé kifinomult rendszerekben a rendszer a megmaradt lemezen működik, amíg egy tartalék lemezt nem lehet telepíteni.
Az adatok átmásolását a tükörpár egyik oldaláról a másikra újjáépítésnek vagy ritkábban újraszerkesztésnek nevezik.
A tükrözést helyről helyre lehet végezni gyors adatkapcsolatokon, például optikai szálakon, amelyek körülbelül 500 méteres távolságban megfelelő teljesítményt tudnak biztosítani a valós idejű tükrözés támogatásához. Nagyobb távolságok vagy lassabb kapcsolatok esetén a tükrözés aszinkron másolási rendszerrel történik. Távoli katasztrófa utáni helyreállítási rendszerek esetében ezt a tükrözést nem integrált rendszerek, hanem egyszerűen az elsődleges és másodlagos gépeken lévő kiegészítő alkalmazások végezhetik.

## További előnyök
A lemeztükrözés amellett, hogy hardverhiba esetén az adatok egy további példányát biztosítja a redundancia érdekében, lehetővé teszi, hogy az egyes lemezeket külön-külön lehessen elérni olvasási célokra. Bizonyos körülmények között ez jelentősen javíthatja a teljesítményt, mivel a rendszer minden egyes olvasásnál kiválaszthatja, hogy melyik lemezen lehet a leggyorsabban eljutni a kívánt adatokhoz. Ez különösen akkor jelentős, ha ugyanazon a lemezen több feladat verseng az adatokért, és csökkenthető a thrashing (amikor a feladatok közötti váltás több időt vesz igénybe, mint maga a feladat). Ez fontos szempont az olyan hardverkonfigurációkban, amelyek gyakran hozzáférnek a lemezen lévő adatokhoz.
Bizonyos megvalósításokban a tükrözött lemez leválasztható és adatmentésre használható, lehetővé téve, hogy az első lemez aktív maradjon. A két lemez összevonása azonban szinkronizálási időszakot igényelhet, ha a tükrözött lemezen bármilyen írási I/O tevékenység történt.

## Egyéb rendszerek
Egyes tükrözési rendszerek három lemezt használnak, amelyek közül kettő a redundáns tükrözéshez, a harmadik pedig a biztonsági mentések elvégzésére szolgál. Az EMC-kifejezésrendszerben ezeket a harmadik lemezeket üzleti folytonossági köteteknek (BCV) nevezik.

## Fordítás
Ez a szócikk részben vagy egészben  a   Disk mirroring című angol Wikipédia-szócikk ezen változatának fordításán alapul.  Az eredeti cikk szerkesztőit annak laptörténete sorolja fel. Ez a jelzés csupán a megfogalmazás eredetét és a szerzői jogokat jelzi, nem szolgál a cikkben szereplő információk forrásmegjelöléseként.